# منتخب تايلاند لكرة القدم الشاطئية
منتخب تايلاند لكرة القدم الشاطئية (بالتايلاندية:ฟุตบอลชายหาดทีมชาติไทย) ، هي منتخب وطني لكرة القدم الشائطية في تايلاند.

## وصلات خارجية
(ب[غير محدد] خطأ: {{اللغة-؟؟}}: لا نص (مساعدة))
- Thailand Beach Soccer Team

(بالإنجليزية)
- Thailand Squad On Fifa.com